# Fillmore (Missouri)
Fillmore è un comune degli Stati Uniti d'America, situato nello Stato del Missouri, nella contea di Andrew.